# El Carabassí
El Carabassí, també coneguda com a Dunes del Carabassí, és una platja i espai natural situat entre els termes municipals d'Elx i Santa Pola, al País Valencià.
És una zona de gran valor ecològic a causa de la combinació de dunes altes, dunes fòssils i pinedes. Es tracta d'una continuació dels Arenals del Sol, la platja de l'Altet i la platja del Saladar, la qual s'acaba al sud amb un litoral rocós, ja al terme municipal de Santa Pola; constitueix un espai natural verge. L'estat habitual de la mar és onatge moderat. L'arena és molt concorreguda per nudistes i no nudistes que busquen tranquil·litat al costat de la mar, amb una propera vista a l'illa de Tabarca.
La platja està guardonada amb bandera blava. Compta amb serveis com a hamaques, quiosquet, llavapeus, banys, vigilància marítima i la possibilitat de realitzar windsurf i altres esports nàutics en un espai habilitat per a això.